# Quận XI, Budapest
Quận XI, Budapest là một quận thuộc hạt főváros, Hungary. Quận này có diện tích 33,49 km², dân số năm 2010 là 139892 người, mật độ 4177 người/km².